# 马里佐波利斯
马里佐波利斯是巴西帕拉伊巴州的一个市镇。总面积63.609平方公里，总人口5415人，人口密度85.1人/平方公里。